# Alastor schwarzi
Alastor schwarzi är en stekelart som beskrevs av Gusenleitner 1967. Alastor schwarzi ingår i släktet Alastor och familjen Eumenidae. Inga underarter finns listade i Catalogue of Life.